# باشگاه فوتبال کلیفتون‌ویل
باشگاه فوتبال کلیفتون‌ویل (انگلیسی: Cliftonville F.C.) یک باشگاه فوتبال در شهر بلفاست، ایرلند شمالی است.
این باشگاه که در سال ۱۸۷۹ تاسیس شده سابقه ۵ قهرمانی در لیگ فوتبال ایرلند و ۸ قهرمانی در جام حذفی فوتبال ایرلند شمالی را در کارنامه دارد.